# Rue Vergniaud (Lille)
Pour les articles homonymes, voir Rue Vergniaud.
La rue Vergniaud est une voie de Lille.

## Situation et accès
Située dans le quartier de Vauban-Esquermes, elle débute rue Bonte-Pollet et se termine rue Gustave-Testelin.

## Origine du nom
L'origine du nom n'est pas précisée sur le procès-verbal du Conseil municipal demandant la nomination de la rue. Elle porte probablement comme pour la Rue Vergniaud à Paris le nom du député girondin, membre de la Convention Pierre Victurnien Vergniaud (1753-1793).

## Historique
Le 20 novembre 1895, Mme Vanderhaghen est autorisée par le préfet à ouvrir trois rues à travers le terrain de l'ancien jardin zoologique, qui s'étend entre la rue d'Isly et le boulevard de la Moselle.
Les travaux sont réalisés les années suivantes, et les rues ouvertes sont nommées au mois de décembre 1899:
- Dans le prolongement de la rue Gustave Testelin, la rue Vergniaud.
- Entre la rue d'Isly et la rue Vergniaud, la rue Camille Desmoulins.
- Entre le boulevard de la Moselle et la rue Vergniaud, la rue Garibaldi (aujourd'hui appelée Rue Bonte-Pollet).